# クロード・デルヴァンクール

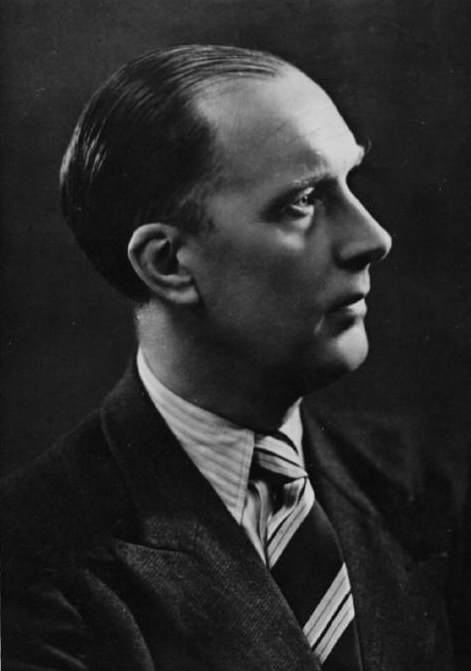
クロード・デルヴァンクール（1935年）

クロード・デルヴァンクール（Claude Delvincourt, *1888年1月12日 パリ - †1954年4月5日 オルベテッロ）は、フランスのピアニスト・作曲家。

## 略歴
外交官のピエール・デルヴァンクールを父に、マルグリート・フレーを母にパリに生まれる。
1906年よりパリ音楽院に学び、当初はレオン・ボエルマンに、次いでアンリ・ビュッセルの指導を受け、さらに対位法とフーガをジョルジュ・コサードに、作曲法をシャルル＝マリー・ヴィドールに師事した。1911年にローマ大賞において3位（Premier-Second Grand Prix）に入賞し、次いで1913年にはカンタータ《ヤニッツァ（Yanitza）》という作品でリリ・ブーランジェと共にローマ大賞グランプリ（Premier-Premier Grand Prix）を共同受賞した。
第1次世界大戦の勃発によってローマ留学が打ち切られると、徴兵され、1915年に重傷を負った。1919年よりローマ留学を再開させる。1926年にリュドヴィク・パーンの後任オルガニストとしてモンマルトル聖心教会に勤めた。1932年にヴェルサイユ音楽院の院長に任命され、1940年のアンリ・ラボーの辞任に伴い、1941年よりパリ音楽院の院長に就任した。
フランス国時代にデルヴァンクールは、ヴィシー政権の人種法をパリ音楽院に適用して、ユダヤ系の教授や学生を閉め出した。しかし、「パリ音楽院学生オーケストラ（Orchestre des Cadets du Conservatoire）」を設立したことにより、長年にわたって60名以上の学生のドイツ行きと強制労働を防いだ。また、 マリー＝ルイーズ・ボエルマンやジャック・シャイー、ロジェ・デゾルミエール、イレーネ・ヨアヒムといった音楽家も参加したレジスタンス団体「音楽家の国民前線（フランス語: Front National des Musiciens）」においても活動している。そのためゲシュタポの脅迫を受け、ナチス・ドイツによるフランス占領が終わるまでに辞職に追い込まれた。
1954年に自動車事故によりイタリアに客死した。

## 作品

### 舞台音楽・付随音楽
- 大オーケストラのための舞踊詩《シヴァ神への捧げもの》 （Offrande à Siva. Poème chorégraphique pour grand orchestre） （1926年）
- 舞踊のための前奏曲 （Prélude chorégraphique） （1931年）
- 映画音楽《若者の周航》 （La Croisière jaune, Musique pour le film） （1934年）
- 2幕の茶番劇《髭の生えた女》 （La Femme à barbe, farce en deux actes.） （1936年）
- ソフォクレスの劇への付随音楽《オイディプス王》 （Œdipe-Roi） （1939年）
- 序幕と3つのエピソードによる神秘劇《ルキフェル、またはカインの神秘》 （Lucifer ou Le Mystère de Caïn, Mystère en un prologue et trois épisodes） （1948年）

### 管弦楽曲
- 交響詩《ティパオン》 （Thypahon） （1914年）
- セレナード（Sérénade） （1914年、 1935年に《放送用のセレナード（Radio-Sérénade）》の題で出版）
- ヴェネツィアの踊り （Le Bal vénitien） （1927年）
- 合唱とオーケストラのための交響詩《秋》（Automne） （1937年）

### 室内楽曲
- ピアノ五重奏曲 （Quintette pour cordes et piano） （1907年）
- ピアノ三重奏曲 （Trio pour piano violon violoncelle） （1909年）
- ヴァイオリン・ソナタ （Sonate pour violon et piano） （1922年）
- サクソフォンとピアノのための《クロカンブッシュ》 （Croquembouches pour saxophone et piano） （1926年）

### ピアノ曲
- 組曲《ボッカスリー（『デカメロン』のための5つの肖像画）》 （Boccaceries (5 portraits pour le Décaméron)） （1922年）
- 組曲《クロカンブッシュ》 （Croquembouches） （1926年）
- 4手のためのピアノ曲《いにしえの物語の印象》 （Images pour les Contes du temps passé） （1936年）

### 合唱曲
- 合唱、オーボエ、ファゴットとオルガンのためのモテット《今日キリストは生まれた》（Hodie Christus natus） （1909年）
- 女声四部合唱曲とピアノ（またはオーケストラ）のための《あけぼの》（Aurore） （1910年）
- カンタータ《アーキスとガラテイア》（Acis et Galathée） （1910年）
- 混声合唱または四重唱とピアノまたはオーケストラのための《夕暮れ》（Nuit tombante） （1911年）
- カンタータ《ヤニッツァ》（Yanitza） （1911年）
- 合唱とピアノまたはオーケストラのための《泉》（La Source） （1912年）
- 抒情詩《フルウィア》 （Fulvia） （1912年）
- カンタータ《ファウストとヘレネ》 （Faust et Hélène） （1913年）
- 独唱と合唱、弦楽四重奏とオルガンのためのモテット《まことの御体》（Ave Verum） （1918年）
- 主の祈り （Pater Noster） （1937年）
- 合唱と独唱、オルガンとオーケストラのための《太陽への厳粛な挨拶》 （Salut Solennel en Sol） （1948年）

### 独唱曲
- オーケストラ伴奏つき歌曲《テステュリス》 （Thestylis） （1907年）
- モーリス・ダシエの詩によるピアノ伴奏歌曲《子守唄》 （Berceuse. Poème de Maurice d'Assier） （1912年）
- モーリス・ダシエの5つの詩 （Cinq poèmes de Maurice d'Assier） （1914年）
- 町の唄と田舎の唄 （Chansons de la ville et des champs） （1933年）
- ピアノ伴奏つき歌曲《ばら色の浮世》（Ce monde de rosée） （1925年、管弦楽伴奏版は1934年）
- ピアノ伴奏つき歌曲《クレマン・マロの4つのシャンソン》 （4 Chansons de Clément Marot） （1935年）

## 註記
1. ↑  Demuth, Norman (June 1954). "Claude Delvincourt". Musical Times 95 (1336): 330
2. ↑  Schnapper-Flender, Laure (July 1999). "La vie musicale sous l'Occupation". Vingtième Siècle. Revue d'histoire 63: 142